# پرتی اوکولا
پرتی اوکولا (انگلیسی: Pertti Ukkola؛ زادهٔ ۱۰ اوت ۱۹۵۰) کشتی‌گیر اهل فنلاند است.
وی در بازی‌های المپیک تابستانی ۱۹۷۶ در خروس‌وزن کشتی فرنگی به مدال طلا دست یافت.